# Gare centrale d'Enköping
La gare centrale d’Enköping (suédois:  Enköpings centralstation) est une gare ferroviaire suédoise, située dans la ville d'Enköping, chef lieu de la commune homonyme, dans le Comté d'Uppsala.

## Histoire
La gare ouvre en 1876 avec l’ouverture de la ligne du chemin de fer.